# Freccia Vallone 1956
La Freccia Vallone 1956, ventesima edizione della corsa, si svolse il 5 maggio 1956 per un percorso di 221 km. La vittoria fu appannaggio del belga Richard Van Genechten, che completò il percorso in 6h03'55" precedendo l'italiano Sante Ranucci ed il connazionale André Vlayen.
Al traguardo di Liegi furono 62 i ciclisti, dei 154 partiti da Charleroi, che portarono a termine la competizione.

## Ordine d'arrivo (Top 10)
| Pos. | Corridore             | Squadra      | Tempo    |
| ---- | --------------------- | ------------ | -------- |
| 1    | Richard Van Genechten | Elvé-Peugeot | 6h03'55" |
| 2    | Sante Ranucci         | Legnano      | a 50"    |
| 3    | André Vlayen          | Elvé-Peugeot | a 1'07"  |
| 4    | Stan Ockers           | Elvé-Peugeot | s.t.     |
| 5    | Jozef Planckaert      | Elvé-Peugeot | s.t.     |
| 6    | Roland Callebout      | Bertin       | s.t.     |
| 7    | André Rosseel         | Girardengo   | s.t.     |
| 8    | André Auquier         | Plume Sport  | s.t.     |
| 9    | Gérard Deborre        | Elvé-Peugeot | s.t.     |
| 10   | Pino Cerami           | Elvé-Peugeot | s.t.     |